# Caldarola
Caldarola est une commune italienne d'environ 1 900 habitants, située dans la province de Macerata, dans la région Marches, en Italie centrale.

## Monuments et patrimoine
- Château Pallotta

## Administration
| Période                                  | Période  | Identité          | Étiquette | Qualité |
| ---------------------------------------- | -------- | ----------------- | --------- | ------- |
| 14 juin 2004                             | En cours | Fabio Lambertucci |           |         |
| Les données manquantes sont à compléter. |          |                   |           |         |

### Hameaux
Croce, Vestignano, Pievefavera, Valcimarra, Piandebussi

### Communes limitrophes
Belforte del Chienti, Camerino, Camporotondo di Fiastrone, Cessapalombo, Pievebovigliana, Serrapetrona